# Пансион Верненской мужской гимназии
Пансион Верненской мужской гимназии — здание в Алма-Ате, построенное в 1907 году для Верненского пансиона при Верненской мужской гимназии архитектором П. В. Гурдэ.

## История
В 1877 году при гимназии был учреждён Верненский пансион. С 1879 года военный губернатор Семиречья назначен почетным попечителем гимназий с пансионом.
Здание пансиона было возведено в 1907 году на территории мужской и женской гимназий,
В начале XX века в пансионе на казённокоштном воспитании находилось 42 мальчика (20 – местных национальностей, 22 - русской).
В здании пансиона в 1919 году размещается Верненский городской комитет Российского Коммунистического Союза Молодёжи Туркестана.
Позднее в здании была размещена Семиреченская областная публичная библиотека и областной архив. С 1930 года библиотека получает имя 10-летия Казахской АССР. С 1951 года - республиканская государственная библиотека имени А. С. Пушкина).
В 1952 году строится новое здание библиотеки (архитектор В. Бирюков) и строение Верненского пансиона становится вспомогательным.
После размещения библиотеки имени Пушкина в новом здании в 1971 году, в комплекс зданий Верненского пансиона въезжает Государственная Республиканская детская библиотека имени С. Бегалина.
В 2012 году была проведена масштабная реконструкция здания.

## Архитектура
Здание представляет собой деревянное из тянь-шанской ели, одноэтажное строение с цокольным помещением, прямоугольное в плане, с боковыми ризалитами на южном и восточном фасадах. Места сопряжения бревен декорированы каннелированными лопатками. В центре главного фасада на высоком каменном крыльце на уровне боковых объёмов расположен вход в здание, завершённый треугольным фронтоном. Окна полуциркульной формы с замковым камнем, обведены тягами. В интерьерах сохранилась лепнина в виде поясков и потолочных тяг. Здание оштукатурено, побелено.

## Известные воспитанники
- Т. Бокин — участник национально-освободительного восстания 1916 года в Семиречье.
- Ж. Барибаев — член ЦК Компартии Туркестана, делегат XIV съезда коммунистической партии.
- У. Жандосов — Народный комиссар просвещения Казахской ССР.
- А. Розыбакиев — заместитель заведующего отделом печати и издательств ЦК КП(б) Казахстана.

## Статус памятника
4 апреля 1979 года было принято Решение исполнительного комитета Алма-Атинского городского Совета народных депутатов № 139 «Об утверждении списка памятников истории и культуры города Алма-Аты», в котором было указано здание пансиона Верненской мужской гимназии. Решением предусматривалось оформить охранное обязательство и разработать проекты реставрации памятников.
26 января 1982 года здание было включено в список памятников истории и культуры республиканского значения Казахской ССР.
25 ноября 1993 года стал частью Алматинского государственного историко-архитектурного и мемориального заповедника. На территории заповедника запрещено новое строительство. Реконструкция объектов возможна исключительно с разрешения Министерства культуры Казахстана.